# Греція на зимових Олімпійських іграх 2022
Греція взяла участь у зимових Олімпійських іграх 2022, що тривали з 4 до 20 лютого в Пекіні (Китай). 
Апостолос Ангеліс і Марія Дану несли прапор своєї країни на церемонії відкриття.

## Спортсмени
Кількість спортсменів, що взяли участь в Іграх, за видами спорту.
| Вид спорту          | Чоловіки | Жінки | Загалом |
| ------------------- | -------- | ----- | ------- |
| Гірськолижний спорт | 1        | 1     | 2       |
| Лижні перегони      | 1        | 2     | 3       |
| Загалом             | 2        | 3     | 5       |

## Гірськолижний спорт
Від Греції на ігри кваліфікувалися один гірськолижник і одна гірськолижниця, що відповідали базовому кваліфікаційному критерію.
| Спортсмен       | Дисципліна                    | 1-й спуск | 1-й спуск | 2-й спуск    | 2-й спуск    | Сума         | Сума         |
| Спортсмен       | Дисципліна                    | Час       | Місце     | Час          | Місце        | Час          | Місце        |
| --------------- | ----------------------------- | --------- | --------- | ------------ | ------------ | ------------ | ------------ |
| Іоанніс Антоніу | Гігантський слалом (чоловіки) | НФ        | НФ        | Не потрапив  | Не потрапив  | Не потрапив  | Не потрапив  |
| Іоанніс Антоніу | Слалом (чоловіки)             | 59.48     | 36        | 54.81        | 28           | 1:54.29      | 29           |
| Марія Циоволу   | Гігантський слалом (жінки)    | НФ        | НФ        | Не потрапила | Не потрапила | Не потрапила | Не потрапила |
| Марія Циоволу   | Слалом (жінки)                | НФ        | НФ        | Не потрапила | Не потрапила | Не потрапила | Не потрапила |

## Лижні перегони
Від Греції на Ігри кваліфікувалися один лижник і дві лижниці.
Дистанційні перегони
| Спортсмен         | Дисципліна                      | Фінал     | Фінал       | Фінал |
| Спортсмен         | Дисципліна                      | Час       | Відставання | Місце |
| ----------------- | ------------------------------- | --------- | ----------- | ----- |
| Апостолос Ангеліс | 50 км вільним стилем (чоловіки) | 1:34:04.2 | +22:31.5    | 59    |
| Марія Дану        | 10 км класичним стилем (жінки)  | 37:39.4   | +9:33.1     | 88    |
| Марія Дану        | 30 км вільним стилем (жінки)    | КОЛО      | КОЛО        | 61    |
| Нефелі Тіта       | 10 км класичним стилем (жінки)  | 42:12.1   | +14:05.8    | 98    |

Спринт
| Спортсмен              | Дисципліна               | Кваліфікація | Кваліфікація | Чвертьфінал  | Чвертьфінал  | Півфінал      | Півфінал     | Фінал        | Фінал        |
| Спортсмен              | Дисципліна               | Час          | Місце        | Час          | Місце        | Час           | Місце        | Час          | Місце        |
| ---------------------- | ------------------------ | ------------ | ------------ | ------------ | ------------ | ------------- | ------------ | ------------ | ------------ |
| Апостолос Ангеліс      | Спринт (чоловіки)        | 3:20.87      | 83           | Не потрапив  | Не потрапив  | Не потрапив   | Не потрапив  | Не потрапив  | Не потрапив  |
| Марія Дану             | Спринт (жінки)           | 4:04.66      | 83           | Не потрапила | Не потрапила | Не потрапила  | Не потрапила | Не потрапила | Не потрапила |
| Нефелі Тіта            | Спринт (жінки)           | 4:14.48      | 88           | Не потрапила | Не потрапила | Не потрапила  | Не потрапила | Не потрапила | Не потрапила |
| Марія Дану Нефелі Тіта | Командний спринт (жінки) | Н/Д          | Н/Д          | Н/Д          | Н/Д          | КОЛО (4 кола) | 13           | Не потрапили | Не потрапили |